# Matěj Cyrus
Matěj Cyrus (německy Mathias Cyrus, 1569 Třebnice u Sedlčan – 16. března 1618 Praha) byl kněz a biskup Jednoty bratrské, literát a překladatel.

## Mládí
Narodil se v Třebnicích nedaleko Sedlčan v jižních Čechách. Vyznáním se hlásil k Jednotě bratrské. Vychodil patrně bratrskou církevní školu a od roku 1584 působil v Mladé Boleslavi, jednomu z center českých bratří, jakožto jáhen. Univerzitní vzdělání získal na univerzitě v Heidelbergu, kterou zakončil roku 1587. Roku 1590 spolu s Pavlem Slovaciem přeložil latinský cestopis francouzského kalvinisty Jeana de Léryho Historia Navigationis in Brasiliam, quae et America Dicitu pod názvem Historie o plavení se do Ameriky, pojednávající o Léryho cestě do Brazílie. Překlad byl koncipován jako kritika soudobých poměrů ve společnosti a tehdejší cenzurou byl jeho tisk zakázán (dílo pak česky vyšlo až roku 1858).

## Církevní dráha
Po návratu do Čech působil do roku 1592 jako rektor mladoboleslavské školy. Na budoucí dráhu bratrského duchovního se připravoval v Třebíči na Moravě. Zde byl v srpnu 1596 ordinován na kněze, podobně jako předtím bratrští biskupové Jan Cruciger a Matouš Konečný. Od roku 1596 pak postupně působil jako kněz v Třebíči, Tmani a Komárově. Sblížil se s rodinou Petra Voka z Rožmberka, který roku 1582 konvertoval k Jednotě bratrské. Do roku 1601 pak vykonával funkci duchovního správce Vokovy manželky Kateřiny Rožmberské v Bechyni a v Českém Krumlově, rovněž vykonával funkci správce sboru ve Voticích.
Roku 1609 byl zvolen zástupcem nově zvoleného bratrského biskupa Matouše Konečného. Zároveň byl uveden jako kazatel do Betlémské kaple, kde následně působil. Roku 1611 se stal biskupem Jednoty bratrské.

## Pohřeb Petra Voka z Rožmberka
Po smrtí Petra Voka 6. listopadu 1611 v Třeboni byl vybrán jako církevní administrátor jeho pohřbu tamtéž. Třídenní pohřební slavnost začala 30. ledna 1612. Smuteční průvod se vydal z třeboňského zámku do farního kostela sv. Jiljí. Rakev s mrtvým tělem neslo dvacet čtyři rytířů. Rakev byla pokryta aksamitovým přehozem s rožmberskými a ursinovskými erby. Po stranách rakve kráčelo padesát měšťanů z rožmberského dominia, a také rožmberští ozbrojenci. Pohřeb částečně poznamenala neúčast některých pozvaných knížat a nejvyšších úředníků Českého království, kteří se ve stejný čas sjeli do Prahy, aby se postarali o vyřízení záležitostí souvisejících s úmrtím Rudolfa II. Přesto se jej zúčastnili vyslanci nekatolické šlechty z Říše (např. vyslanci Fridricha Falckého, Jindřicha Julia Brunšvického, Kristiána I. z Anhaltu–Bernburgu, Karla Minsterberského, Jana Jiřího Krnovského aj.). Vzhledem ke konfesijní různorodosti smutečních hostů se Cyrus při zádušní bohoslužbě snažil vyhnout všem momentům, které by se někoho z přítomných mohly negativně dotknout. Kázání uzavřel lyrickou oslavou rožmberského rodu. Během kázání jako symbol zániku rožmberského rodu rozlomil tabulku s nakreslenou červenou růží a shodil ji z kazatelny. Jeho kázání na Vokově pohřbu posléze vyšlo v Praze tiskem.
| „             | Růže tato vykořeněná: Ale jest do lepší zahrady přesazená Není rod slavný pánův z Rožmberka rezptýlen, ale jest do své vlasti (věříme nebeské) všecken spolu shrnut a shromážděn. Zde na světě jedni podruhých succesive živi byli, nyní se všickni v onom životě shledali: Zde se neviděvše předkův a potomkův svých neznali, v věčném životě se shledali, uhledali a radostně poznali. | “ |
| — Matěj Cyrus | |   |

## Úmrtí
Matěj Cyrus zemřel 16. března 1618 v Praze ve věku asi 52 let. V biskupské funkci jej nahradil Jan Turnovský.